# Gillette
Gillette («Жиле́тт») — бренд компанії Procter & Gamble, використовується для безпечних лез та інших гігієнічних продуктів. Розташовується у Бостоні. Оригінальна компанія  разом з дочірніми компаніями (Oral-B, Duracell та Braun) була поглинена P&G за $ 57 млрд, після чого стала його підрозділом у 2005 році. Слоган — «The Best a Man Can Get». Оригінальну компанію започаткував у 1901 році винахідник і підприємець Кінґ Кемп Жилетт.

## Бритвені прилади для жінок
- Sensor Excel for women — аналогічний Sensor Excel, відрізняється лише дизайном ручки
- Venus — аналог чоловічого Mach3 (3 леза)
- Venus Divine — аналог чоловічого Mach3 Turbo (3 леза)
- Venus Vibrance — аналог чоловічого M3Power (3 леза+вібро-режим)
- Venus Breeze — жіночий станок (3 леза), споряджений подушечками над і під лезами
- Embrace — аналог чоловічого Fusion (5 лез)

## Історія станків
Після класичних станків першою бритвеною системою Gillette була Trac II з 2 лезами. Далі була розроблена система Gillette Atra (1977), котра вперше мала плаваючу голівку.
Наступною системою компанії була модифікація Atra - Atra Plus (1985), що отримала змазуючу смужку над рядом лез. У 1990 році була представлена модель Sensor, спадкоємці якої популярні й донині. Система мала передовий для того часу сталевий дизайн і 2-точкову плаваючу головку.
У 1995 вперше була випущена система Gillette з 5 мікрогребенями - Sensor Excel. Було заявлено, що мікрогребні натягують шкіру для забезпечення більш гладкого гоління. У 1998 році вийшла бритвенна система Mach3 з 3 лезами в касеті і 5 мікрогребенями.
У 2003 році випускається модифікація Mach3 - Mach3 Turbo, новинка мала 10 мікрогребнів замість п'яти, а також нові леза Antifriction. Також був оновлений дизайн ручки. У 2004 році вийшла модифікація системи Mach3 Turbo з вібро-режимом, яка працює від батарейки, що отримала назву M3Power.
У 2007 році виходить система з 5 лезами - Gillette Fusion і її модифікація з вібро-режимом Fusion Power. Також у Fusion вперше з'явилося лезо-триммер на звороті касети для гоління складних ділянок особи.

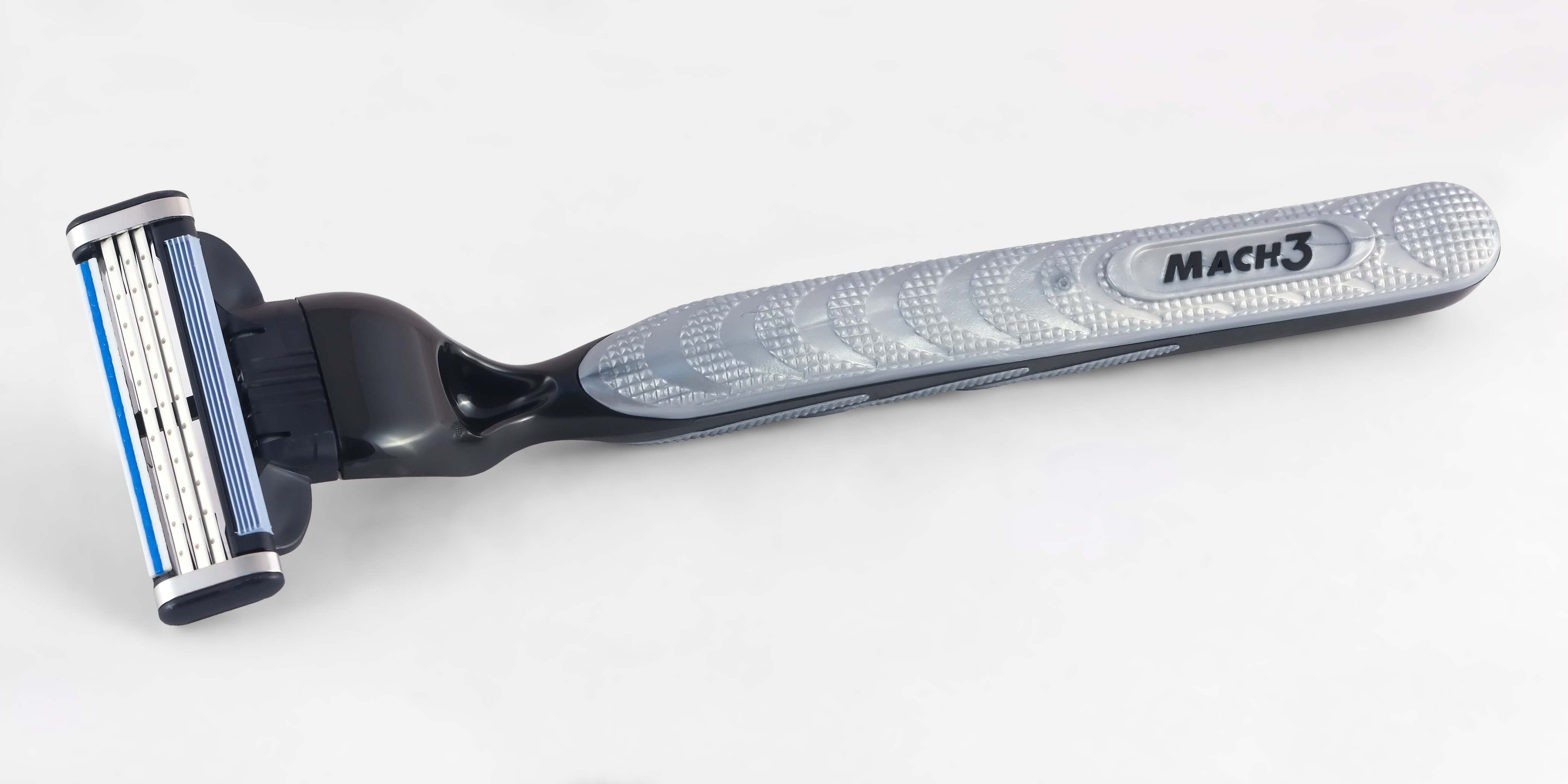

## Вартість
1999 році Джилет, як компанія, коштувала 43 мільярди доларів, а, вартість самого бренду Gillette коштувала 16 мільярдів доларів, що становило 37% вартості компанії. Співвідношення було таким же, як і в Daimler Chrysler, одного з найбільших світових виробників автомобілів у той час.

## Критика і неоднозначності
У січні 2019 року Gillette розпочала нову маркетингову кампанію "The Best Men Can Be", щоб відзначити 30-ту річницю гасла "Найкраще, що чоловік може отримати". Кампанія була започаткована довгою рекламою під назвою "Ми віримо", яка мала бути спрямована на просування позитивних цінностей серед чоловіків - засудження булінгу, сексизму, сексуального насильства та токсичної маскулінності.
Кампанія отримала різкий осуд від правих критиків із закликами бойкотувати продукцію Gillette. Вони назвали кампанію лівацькою пропагандою, яка просякнута звинуваченнями і мізандрією щодо своїх клієнтів.